# Zeev Aram
Zeev Aram OBE (n. 5 octombrie 1931, Cluj, România – d. 18 martie 2021, Londra, Anglia, Regatul Unit) a fost un arhitect și designer de mobilă britanic, originar dintr-o familie de evrei din România, care a crescut în Israel. 